# روبنز بيرتوجلياتي
روبنز بيرتوجلياتي مواليد 9 مايو 1979 في لوغانو، هو دراج سويسري سابق في صنف سباق الدراجات على الطريق. سبق أن شارك في دورة الألعاب الأولمبية الصيفية.

## سجل النتائج

### سباقات أو مراحل فاز بها
- طواف فرنسا

## وصلات خارجية
- الموقع الرسمي

## روابط خارجية
- روبنز بيرتوجلياتي على موقع الاتحاد الدولي للدراجات (الإنجليزية)
- روبنز بيرتوجلياتي على موقع أرشيف الدراجات (الإنجليزية)
- روبنز بيرتوجلياتي على موقع إحصائيات الدراجات الإحترافية (الإنجليزية)
- روبنز بيرتوجلياتي على موقع نسبة الدراجات (الإنجليزية)
- روبنز بيرتوجلياتي على موقع CycleBase (الإنجليزية)
- روبنز بيرتوجلياتي على موقع أوليمبيديا (الإنجليزية)